# Dindica olivacea
Dindica olivacea är en fjärilsart som beskrevs av Inoue 1990. Dindica olivacea ingår i släktet Dindica och familjen mätare. Inga underarter finns listade i Catalogue of Life.